# Tanacetum oltense
Tanacetum oltense — вид рослин з родини айстрових (Asteraceae), ендемік північного сходу Туреччини.

## Опис
Подібний до T. cappadocicum, але з високими стеблами від 30 до (?) 45 см, листяні ± до верхівки. Нижні листки 6–13 см, сегменти довгасто-яйцеподібні за контуром, 1–1.5 × 0.75–1 см завширшки, перисто-розділені з 5–7 частками. Квіткових голів 5–8 у щитку. Період цвітіння: липень.

## Середовище проживання
Ендемік північного сходу Туреччини; зростає на узліссях соснових лісів.

## Загрози й охорона
Основною загрозою є втрата та деградація середовища існування, спричинена надмірним випасом худоби та ерозією.
Вид включений до Червоної книги турецьких рослин.